# 匈牙利獨立黨

匈牙利獨立黨

匈牙利獨立黨（匈牙利語：Magyar Függetlenségi Párt；簡稱MFP）是在匈牙利在二戰結束後短暫存在的保守主義政黨，在1947年由菲佛·佐爾坦及其圈子脫離獨立小地主、農民及公民黨成員後建黨，並從因蘇聯壓力解散的匈牙利自由黨中吸收了大量黨員，戰後首任總理米克洛什·貝洛將軍便加入了獨立黨，並在議會贏得49個席位，但不久後便因為蘇聯追殺而解散，菲佛被打為叛徒與反民主者，逃往了美國。1956年匈牙利革命期間，洪亞克·蒂伯爾重組了匈牙利獨立黨，但也隨蘇聯出兵而解散，東歐民主化後，洪亞克再次恢復了獨立黨，但最後也在1990年代末被法院解散。